# فرودگاه شهرستان کارول (تنسی)
فرودگاه کارول کانتی (تنسی) (به انگلیسی: Carroll County Airport (Tennessee)) یک فرودگاه همگانی بهره‌برداری هوایی است که یک باند فرود آسفالت دارد و طول باند آن ۱۶۷۹ متر است. این فرودگاه در کشور ایالات متحده آمریکا قرار دارد و در ارتفاع ۱۵۱ متری از سطح دریا واقع شده‌است.